# Легка атлетика на літніх Олімпійських іграх 2016 — біг на 10000 метрів (чоловіки)
Змагання з легкої атлетики в бігові на 10000 метрів серед чоловіків на літніх Олімпійських іграх 2016 відбулися 13 серпня на Олімпійському стадіоні Жоао Авеланжа.

## Рекорди
Станом на 13 серпня 2016 світовий і олімпійський рекорди були такими:
| Світовий рекорд     | Кененіса Бекеле (ETH) | 26:17.53 | Брюссель, Бельгія | 21 серпня 2005 |
| Олімпійський рекорд | Кененіса Бекеле (ETH) | 27:01.17 | Пекін, Китай      | 17 серпня 2008 |

## Розклад змагань
Час місцевий (UTC−3).
| Дата                   | Час   | Раунд |
| ---------------------- | ----- | ----- |
| Субота, 13 серпня 2016 | 21:27 | Фінал |

## Медалісти
| Золото                    | Срібло            | Бронза                 |
| Мо Фара · Велика Британія | Пол Тануї · Кенія | Тамірат Тола · Ефіопія |

## Результати
| Місце | Ім'я                   | Країна                | Час      | Примітки |
| ----- | ---------------------- | --------------------- | -------- | -------- |
|       | Мо Фара                | Велика Британія (GBR) | 27:05.17 |          |
|       | Пол Тануї              | Кенія (KEN)           | 27:05.64 |          |
|       | Тамірат Тола           | Ефіопія (ETH)         | 27:06.26 |          |
| 4     | Їгрем Демелаш          | Ефіопія (ETH)         | 27:06.27 |          |
| 5     | Гален Рупп             | США (USA)             | 27:08.92 |          |
| 6     | Джошуа Чептегей        | Уганда (UGA)          | 27:10.06 |          |
| 7     | Бедан Карокі Мучірі    | Кенія (KEN)           | 27:22.93 |          |
| 8     | Зерсенай Тадесе        | Еритрея (ERI)         | 27:23.86 |          |
| 9     | Нгусе Амлосом          | Еритрея (ERI)         | 27:30.79 |          |
| 10    | Абрагам Черобен        | Бахрейн (BRN)         | 27:31.86 |          |
| 11    | Джеффрі Кіпсанг        | Кенія (KEN)           | 27:31.94 |          |
| 12    | Зейн Робертсон         | Нова Зеландія (NZL)   | 27:33.67 |          |
| 13    | Полат Арікан           | Туреччина (TUR)       | 27:35.50 |          |
| 14    | Леонард Ессау Корір    | США (USA)             | 27:35.65 |          |
| 15    | Абаді Хадіс            | Ефіопія (ETH)         | 27:35.65 |          |
| 16    | Девід Макнілл          | Австралія (AUS)       | 27:51.71 |          |
| 17    | Сугуру Осако           | Японія (JPN)          | 27:51.94 |          |
| 18    | Стівен Мокока          | ПАР (RSA)             | 27:54.57 |          |
| 19    | Шадрек Кіпчірчір       | США (USA)             | 27:58.32 |          |
| 20    | Башир Абді             | Бельгія (BEL)         | 28:01.49 |          |
| 21    | Луїс Остос             | Перу (PER)            | 28:02.03 |          |
| 22    | Мозес Куронг           | Уганда (UGA)          | 28:03.38 |          |
| 23    | Тімоті Тороїтіч        | Уганда (UGA)          | 28:04.84 |          |
| 24    | Гойтом Кіфле           | Еритрея (ERI)         | 28:15.99 |          |
| 25    | Енді Вернон            | Велика Британія (GBR) | 28:19.36 |          |
| 26    | Ель Хассан Ель-Аббассі | Бахрейн (BRN)         | 28:20.17 |          |
| 27    | Олів'є Ірабарута       | Бурунді (BDI)         | 28:32.75 |          |
| 28    | Бен Сент-Ловренс       | Австралія (AUS)       | 28:46.32 |          |
| 29    | Юта Шітара             | Японія (JPN)          | 28:55.23 |          |
| 30    | Кота Мураяма           | Японія (JPN)          | 29:02.51 |          |
| 31    | Росс Міллінгтон        | Велика Британія (GBR) | 29:14.95 |          |
| 32    | Мохаммед Ахмед         | Канада (CAN)          | 29:32.84 |          |
|       | Хассан Чані            | Бахрейн (BRN)         | DNF      |          |
|       | Алі Кая                | Туреччина (TUR)       | DNF      |          |